# Моє велике грецьке літо
Моє велике грецьке літо (англ. My Life in Ruins) — романтична комедія 2009 року.
Перша художня стрічка, яка отримала дозвіл на проведення зйомок на Афінському акрополі, оскільки уряд Греції вирішив, що фільм може посприяти популяризації грецької класики у світі. Окрім Акрополя, зйомки проводились в Ії на острові Санторіні, у стародавніх Олімпії, Дельфах. Деякі краєвиди відзняті в Іспанії.

## Сюжет
Американка грецького походження Джорджія за освітою історик, фахівець з античної класики, працює в Греції туристичним гідом. За рік роботи вона її зненавиділа, туристам також не подобаються тури нудної Джорджії, яка тільки й сипле історичними фактами замість того, щоб відвезти усіх на пляж. Зрештою Джорджія вирішує покинути роботу та повернутись в США, але в останньому турі, придушивши в собі «професора», знаходить друзів та кохання.
Час від часу головні герої згадують персонажів та навіть переглядають стрічку «Грек Зорба».

## В ролях
- Ніа Вардалос — Джорджія Янакополіс.
- Річард Дрейфусс — Ірв Гедеон
- Алексіс Георгуліс — Прокопій «Пупі» Какас
- Рейчел Драч — Кім Савчук
- Гарланд Вільямс — ЕЛ Савчук
- Керолайн Гудолл — Елізабет Туллен
- Ян Огільві — Стюарт Туллен
- Алістер Макговен — Ніко
- Марія Аданез — Лена